# العليات (الطويلة)

تعديل مصدري - تعديل

العليات هي إحدى قرى عزلة القصبة بمديرية الطويلة التابعة لمحافظة المحويت، بلغ تعداد سكانها 123 نسمة حسب تعداد اليمن لعام 2004.